# Conilurus penicillatus
Conilurus penicillatus é uma espécie de roedor da família Muridae.
Pode ser encontrada nos seguintes países: Austrália e Papua-Nova Guiné.